# Unione Sportiva Catanzaro 1960-1961
Questa pagina raccoglie le informazioni riguardanti l'Unione Sportiva Catanzaro nelle competizioni ufficiali della stagione 1960-1961.

## Rosa
| N. |                   | Ruolo | Calciatore        |
| -- | ----------------- | ----- | ----------------- |
|    | Italia (bandiera) | P     | Claudio Bandoni   |
|    | Italia (bandiera) | C     | Dino Bigagnoli    |
|    | Italia (bandiera) | D     | Renato Bonari     |
|    | Italia (bandiera) | D     | Mario Claut       |
|    | Italia (bandiera) | C     | Walter Costa      |
|    | Italia (bandiera) | C     | Ottorino Di Fant  |
|    | Italia (bandiera) | C     | Vito Florio       |
|    | Italia (bandiera) | C     | Flavio Frontali   |
|    | Italia (bandiera) | A     | Egidio Ghersetich |

| N. |                   | Ruolo | Calciatore       |
| -- | ----------------- | ----- | ---------------- |
|    | Italia (bandiera) | A     | Cesare Maccacaro |
|    | Italia (bandiera) | D     | Stelio Nardin    |
|    | Italia (bandiera) | A     | Adelmo Ponzoni   |
|    | Italia (bandiera) | C     | Stefano Raise    |
|    | Italia (bandiera) | A     | Gennaro Rambone  |
|    | Italia (bandiera) | A     | Giuliano Seregni |
|    | Italia (bandiera) | A     | Giovanni Susan   |
|    | Italia (bandiera) | C     | Lionello Tulissi |

## Risultati

### Campionato

#### Girone di andata
| 25 settembre 1960 1ª giornata | Como | 1 – 0 | Catanzaro |  |

| 2 ottobre 1960 2ª giornata | Catanzaro | 2 – 0 | Novara |  |

| 9 ottobre 1960 3ª giornata | Catanzaro | 1 – 0 | Pro Patria |  |

| 16 ottobre 1960 4ª giornata | Simmenthal-Monza | 1 – 0 | Catanzaro |  |

| 23 ottobre 1960 5ª giornata | Sambenedettese | 3 – 0 | Catanzaro |  |

| 30 ottobre 1960 6ª giornata | Catanzaro | 4 – 0 | Marzotto Valdagno |  |

| 6 novembre 1960 7ª giornata | Catanzaro | 1 – 1 | Palermo |  |

| 1º settembre 1991 8ª giornata | Messina | 2 – 2 | Catanzaro |  |

| 20 novembre 1960 9ª giornata | Catanzaro | 2 – 0 | Prato |  |

| 27 novembre 1960 10ª giornata | Catanzaro | 2 – 1 | Alessandria |  |

| 9 dicembre 1984 11ª giornata | Brescia | 4 – 1 | Catanzaro |  |

| 11 dicembre 1960 12ª giornata | Genoa | 1 – 1 | Catanzaro |  |

| 18 dicembre 1960 13ª giornata | Catanzaro | 0 – 0 | Venezia |  |

| 25 dicembre 1960 14ª giornata | Catanzaro | 1 – 2 | Parma |  |

| 1º gennaio 1961 15ª giornata | Ozo Mantova | 3 – 1 | Catanzaro |  |

| 8 gennaio 1961 16ª giornata | Triestina | 1 – 0 | Catanzaro |  |

| 15 gennaio 1961 17ª giornata | Catanzaro | 3 – 1 | Reggiana |  |

| 22 gennaio 1961 18ª giornata | Foggia & Incedit | 3 – 0 | Catanzaro |  |

| 29 gennaio 1961 19ª giornata | Catanzaro | 1 – 0 | Verona |  |

#### Girone di ritorno
| 5 febbraio 1961 20ª giornata | Catanzaro | 3 – 2 | Como |  |

| 12 febbraio 1961 21ª giornata | Novara | 3 – 1 | Catanzaro |  |

| 19 febbraio 1961 22ª giornata | Pro Patria | 1 – 1 | Catanzaro |  |

| 26 febbraio 1961 23ª giornata | Catanzaro | 1 – 0 | Simmenthal-Monza |  |

| 5 marzo 1961 24ª giornata | Catanzaro | 1 – 0 | Sambenedettese |  |

| 12 marzo 1961 25ª giornata | Marzotto Valdagno | 0 – 0 | Catanzaro |  |

| 19 marzo 1961 26ª giornata | Palermo | 0 – 0 | Catanzaro |  |

| 26 marzo 1961 27ª giornata | Catanzaro | 0 – 0 | Messina |  |

| 2 aprile 1961 28ª giornata | Prato | 1 – 0 | Catanzaro |  |

| 9 aprile 1961 29ª giornata | Alessandria | 0 – 3 | Catanzaro |  |

| 16 aprile 1961 30ª giornata | Catanzaro | 2 – 1 | Brescia |  |

| 23 aprile 1961 31ª giornata | Catanzaro | 4 – 1 | Genoa |  |

| 30 aprile 1961 32ª giornata | Venezia | 2 – 1 | Catanzaro |  |

| 7 maggio 1961 33ª giornata | Parma | 1 – 0 | Catanzaro |  |

| 11 maggio 1961 34ª giornata | Catanzaro | 1 – 2 | Ozo Mantova |  |

| 14 maggio 1961 35ª giornata | Catanzaro | 3 – 2 | Triestina |  |

| 21 maggio 1961 36ª giornata | Reggiana | 2 – 0 | Catanzaro |  |

| 28 maggio 1961 37ª giornata | Catanzaro | 3 – 1 | Foggia & Incedit |  |

| 4 giugno 1961 38ª giornata | Verona | 1 – 0 | Catanzaro |  |

## Statistiche

### Statistiche di squadra
| Competizione | Punti | In casa | In casa | In casa | In casa | In casa | In casa | In trasferta | In trasferta | In trasferta | In trasferta | In trasferta | In trasferta | Totale | Totale | Totale | Totale | Totale | Totale | DR |
| Competizione | Punti | G       | V       | N       | P       | Gf      | Gs      | G            | V            | N            | P            | Gf           | Gs           | G      | V      | N      | P      | Gf     | Gs     | DR |
| ------------ | ----- | ------- | ------- | ------- | ------- | ------- | ------- | ------------ | ------------ | ------------ | ------------ | ------------ | ------------ | ------ | ------ | ------ | ------ | ------ | ------ | -- |
| Serie B      | 38    | 19      | 14      | 3       | 2       | 35      | 14      | 19           | 1            | 5            | 13           | 11           | 28           | 38     | 15     | 8      | 15     | 46     | 42     | +4 |
| Coppa Italia |       | 1       | 0       | 0       | 1       | 0       | 1       | -            | -            | -            | -            | -            | -            | 1      | 0      | 0      | 1      | 0      | 1      | -1 |
| Totale       |       | 20      | 14      | 3       | 3       | 35      | 15      | 19           | 1            | 5            | 13           | 11           | 28           | 39     | 15     | 8      | 16     | 46     | 43     | +3 |

### Statistiche dei giocatori
| Giocatore     | Serie B  | Serie B | Coppa Italia | Coppa Italia | Totale   | Totale |
| Giocatore     | Presenze | Reti    | Presenze     | Reti         | Presenze | Reti   |
| ------------- | -------- | ------- | ------------ | ------------ | -------- | ------ |
| C. Bandoni    | 38       | -42     | 1            | -1           | 39       | -43    |
| D. Bigagnoli  | 38       | 0       | 1            | 0            | 39       | 0      |
| R. Bonari     | 11       | 0       | -            | -            | 11       | 0      |
| M. Claut      | 31       | 0       | -            | -            | 31       | 0      |
| W. Costa      | 8        | 0       | -            | -            | 8        | 0      |
| O. Di Fant    | 11       | 0       | 1            | 0            | 12       | 0      |
| V. Florio     | 33       | 6       | -            | -            | 33       | 6      |
| F. Frontali   | 31       | 0       | 1            | 0            | 32       | 0      |
| E. Ghersetich | 32       | 9       | 1            | 0            | 33       | 9      |
| C. Maccacaro  | 19       | 3       | 1            | 0            | 20       | 3      |
| S. Nardin     | 3        | 0       | 1            | 0            | 4        | 0      |
| A. Ponzoni    | 31       | 4       | 1            | 0            | 32       | 4      |
| S. Raise      | 37       | 1       | 1            | 0            | 38       | 1      |
| G. Rambone    | 36       | 13      | 1            | 0            | 37       | 13     |
| G. Seregni    | 8        | 1       | -            | -            | 8        | 1      |
| G. Susan      | 23       | 5       | 1            | 0            | 24       | 5      |
| L. Tulissi    | 28       | 3       | 1            | 0            | 29       | 3      |